# Ryan Hunter-Reay
Ryan Hunter-Reay (Dallas, Texas, 1980. december 17. –) amerikai autóversenyző.
2003 és 2005 között versenyzett a Champ Car sorozatban, minden évben más csapatnál, két győzelmet szerzett az itteni pályafutása alatt. Hunter-Reay lett az IndyCar legjobb újonca 2007-ben, majd 2008-ban megszerezte első IndyCar-győzelmét is a Watkins Glen International pályán. 2009-ben a Vision Racing-hez szerződött, ahol a #21-es autót vezette, de később az A. J. Foyt Enterprises csapatnál helyettesítette Vitor Meira-t az év végéig. 2010. január 4-én Hunter-Reay nem teljes szezonra, de aláírt az Andretti Autosport-al és a #37-es Izod-szponzorált autót kapta, az Izod nem csak az IndyCar főszponzora, de Hunter-Reay legfőbb támogatója is volt egyben. Később sikerült pénzt szereznie az egész szezonra.

## Pályafutása

### A kezdetek
Miután hat nemzetközi gokart bajnokságot megnyert, Hunter-Reay nyerte el a Skip Barber Karting ösztöndíjat és versenyzett a Skip Barber Formula Dodge Szériában is. Ezután megnyerte a Skip Barber Formula Dodge Nemzetközi bajnokságot 1998-ban.
Versenyzett a Barber Dodge Pro Series-ben 2000-ben és 2001-ben, Hunter-Reay lett a legjobb újonc 2000-ben és két győzelmet szerzett 2001-ben. Ezt követően a Champ Car nevelőszériájának számító bajnokságban, a Formula Atlantic szériában indult 2002-ben, a bajnokságban hatodik lett, három győzelemmel és a legtöbb kört az élen töltve és a legtöbb leggyorsabb kört megfutva és a legtöbb pole-pozíciót szerezve. Ezután megkapta a Worldcom "Rising Star" díjat és a Champ Car csapatok felfigyeltek rá.

### Champ Car
2003-ban Hunter-Reay a Champ Car-ban kezdett versenyezni az alacsony költségvetésű American Spirit Team Johansson csapatban. Bár a régebbi és lassabb Reynard karosszériát használt, de sokszor indult az első sorból és harmadik lett a Mid-Ohio-i versenyen, de a szezon csúcspontja akkor volt amikor a változó időjárásnak köszönhetően megszerezte első Champ Car sikerét Ausztráliában és ezt rögtön újonc évében a csapattársa Jimmy Vasser és a brit Darren Manning előtt.
2004-ben a Herdez csapathot szerződött, és Milwaukee-ban megszerezte a csapat legelső pole pozícióját aztán megnyerte a futamot is, úgy, hogy az egész versenyt az élen töltötte. Bár a Road America-i versenyen első soros rajthelyet szerzett, de a versenyen a tavalyi csapattársa, Jimmy Vasser kilökte a pályáról és kiállni kényszerült a versenyből. A Toronto-i futamon a negyedik helyért harcolt de a lassú defekt miatt lelassult és csak a nyolcadik helyen ért célba.
2005-ben ismét csapatot váltott, ezúttal a Rocketsports Racing-hez szerződött le. Az egész szezonban csak küzdött az autóval. Az újonc csapattársa, Timo Glock nagyobb sikerrel vezette az autót, és éppen, hogy lemaradt a győzelemről a Montreal-i versenyen. A szezon végén Glock lett a legjobb újonc, míg Hunter-Reay már el sem indult a szezon utolsó két futamán.

### A1 Grand Prix
A 2006–2007-es szezonban elindult az A1GP-ben az amerikai csapattal. Eredetileg Pekingben debütált volna, de ez nem valósult meg. A hatodik helyen végzett debütálóversenyén, Új-Zélandon.

### IndyCar
2007. július 19-én jelentette be az IndyCar-ban érdekelt Rahal Letterman Racing csapat, hogy Hunter-Reay váltja a szezon folyamán bukdácsoló Jeff Simmons-t a csapat #17-es Ethanol szponzorált autóval. Az első két versenyén Top 10-es helyezést ért el, egy hetedik helyet a Mid-Ohio-i futamon és egy hatodik helyet a Michigan-i versenyen. A Chicago-i futamon ismét hetedik lett, és noha nem indult el teljes szezonban, mégis ő lett az év újonca.
2008-ban már teljes szezont ment a Rahal Letterman Racing-nél. Az indianapolisi 500-on újoncként indult és a legjobb újoncként végzett a futamon a 6. hellyel. Július 6-án megszerezte első IndyCar-győzelmét a Watkins Glen-i versenyen. A 60 körös versenyből kilencet vezetett, miután Darren Manning-et megelőzte az egyik újraindításnál. A versenyt Manning előtt 2,4009 másodperces előnnyel nyerte meg. A győzelmét követő versenyeken év végéig mindig az első tízben végzett, kivéve a Nashville-i és a Sonoma-i futamot. Végül a 8. helyen rangsorolták a bajnokságban 360 ponttal. A bajnokságba végeredményébe be nem számító ausztrál versenyen 3. lett.
2009-ben a Vision Racing-hez írt alá egy szerződést, miután a Rahal Letterman Racing jelezte, hogy nem tudott teljes szezont futni szponzorhiány miatt. Az első versenyén új csapatával a 2. helyen intették le Ryan Briscoe mögött, ezzel megszerezve az alakulata történetének legjobb eredményét. A többi versenyen már az első tízbe sem fért bele és az indianapolisi 500 mérföldes versenyre is utólag, a Bump Day-en tudta kvalifikálni magát. Az Iowa-i versenytől kezdve már a négyszeres indianapolisi 500 győztes, A.J. Foyt csapatában helyettesítette a hétvége során megsérült Vitor Meira-t a szezon végéig. Az új csapatánál sem ment jobban, mint a Vision-nél, de szerzett egy hetedik helyet a kanadai Torontóban és egy negyediket Mid-Ohio-ban. Két csapattal összesen 298 pontot gyűjtött, ami a 15. pozícióra volt elég a versenyzők között.
2010. január 4-én jelentették be, hogy az Andretti Autosport #37-es Izod által szponzorált autóját fogja terelgetni az Indy 500-ig, de végül a fordulót követően a szezon végéig meghosszabbították a megállapodását. A szezonnyitón kicsivel maradt le a győzelemről, de három futammal később az utcai Long Beach-en nyerni tudott. Az évad folyamán háromszor lett dobogós, hatszor ért célba az első öt között és tizenkétszer volt benne az első tízben. Október 29-én Hunter-Reay újabb két szezonra szerződött le az Andretti Autosporttal.
Hunter-Reay második IndyCar-versenyét nyerte meg 2011-ben, New Hampshire-ben, és még kétszer állhatott fel a pódium valamely fokára. A rossz évkezdés azonban nagy hátrányt eredményezett az élen lévőktől, amely valamelyest feljavult a kiírás második felére nyújtott eredményei miatt. A legendás Indy 500-on nem tudta egyenes ágon kvalifikálni magát, mivel csapattársával, Marco Andrettivel ütközött. Az Andretti később megállapodást kötött az A. J. Foyt Enterprises-szal, hogy a Hunter-Reay leváltsa Bruno Junqueirát a viadalra, így eltudott indulni az utolsó, 33. helyről és a 23. helyen futott be a leintésnél. Az idényzáró, Las Vegasi-fordulóban összeért Alex Taglianival a nagy csatázás közben, melynek következtében kiesett. Végül teljes egészében törölték a futamot Dan Wheldon halálos balesetét követően.
2012-ben továbbra is az Andretti színeiben volt ott a #28-as DHL/Sun Drop Dallara DW12-Ilmor-Chevrolet Indy V6-os modellel, mely kasztni a nevét Dan Wheldonról kapta, erre utal benne a "DW" előtag. Az idénynyitó szentpétervári Honda Grand Prix-n a város utcáin a 3. helyen végzett Hélio Castroneves és Scott Dixon mögött. Három futammal később a 2. helyen végzett a São Paulo Indy 300-on a brazil nagyváros utcáin. Az Indianapolis 500-on karrierjének addigi legjobb eredményét érte el, amikor a 3. helyre kvalifikálta magát. A versenyen folyamatosan a legjobb 10-ben haladt, mígnem felfüggesztési probléma miatt, 123 kör után ki kellett állnia. Hunter-Reay az év felénél egymást követő három gp-t is megtudott nyerni. A Milwaukee IndyFest-et, az Iowa Corn Indy 250-et az Iowa Speedway-en és a Honda Indy Torontót is, Kanadában, amely után átvette a vezetést a bajnokságban. Később elvesztette pontelőnyét a Honda Indy 200-at követően Mid-Ohióban, ahol a 7. helyen intették le, és a 25 autó közül a 24. helyen végzett egy motorhiba miatt. A következő fordulóban, a sonomai GoPro Indy Grand Prix-n szintén a 7. helyen állt, és a legjobb 10-ben futhatott be a végén, amikor váratlanul egy újraindításkor Alex Tagliani-val ért össze, emiatt is csak a 18. lett végül, míg riválisa, Will Power visszaszerezte az első helyet a tabellán. A szezonzáró MAVTV 500-on az Auto Club Speedwayen Hunter-Reay és Power is, mindketten 10 rajthelyes büntetést kaptak, mert mindketten túllépték az öt motorcsere limitjét. Hunter-Reay fokozatosan feljebb lépett a mezőnyben, és bekerült a legjobb 5 közé, így a bajnokság élére került. A 241. körben a brazié Tony Kanaan karambolozott, emiatt a versenyt piros zászlóval leállították. Az újraindításkor Hunter-Reay-nek sikerült az első ötben maradnia. Carpenter nyerte az évadzárót, míg Hunter-Reay a 4. helyen végzett, és megnyerte az összesített és az ovális bajnokságot is. Ezzel ő lett az első amerikai, aki megnyerte a bajnokságot Sam Hornish Jr. 2006-os sikere óta. A Fontana futam hétvégéjén felajánlották, hogy 2013-ban a Team Penske csapatánál vezessen, azonban ő a 2013-as és 2014-es szezonra újra leszerződött Andrettivel. December 5-én bejelentette, hogy 2013-ban az #1-es rajtszámot fogja használni, melynek belsejében az eredeti, #28-as száma fog megjelenni.
2013-ban megnyerte a Barber és a Milwaukee versenyeket, valamint három második és egy harmadik helyet szerzett az Indianapolis 500-on. Azonban a 19 naptári fordulóból, haton is kiesett, így az évet a 7. helyen zárta. 2014-ben az Indianapolis 500-at 0,060 másodperccel nyerte meg a triplagyőztes Hélio Castroneves előtt. Nyert továbbá a Barberben és az ovál Iowán is, és ezenkívül három második helyezést ért el. Volt még öt kiesése is, részben ezek miatt 6. lett a pilóták között. 2015-ben nyert Iowában és a Poconóban, a szezon nagy részében azonban gyenge eredményeket ért el, ami a 6. helyre ejtette vissza. A 2016-os sorozatban nyeretlen volt, a 12. helyen végzett három harmadik és nyolc top 10-es hellyel. Ez volt a legrosszabb év végi helyezése a 2009-es idény óta. Két győzelmet aratott Detroitban és Sonomában, és négy második helyezést ért el, így 4. lett a 2018-as bajnokságban. Ekkor érte el máig utolsó versenysikerét. 
2021-ben negyedik lett a kaotikus új utcai helyszínen, Nashville-ben, ami a legjobb helyezése volt az évben, Összesítésben a 17. lett, ami pályafutásának a legrosszabb év végi helyezése volt, egyben ez volt az utolsó éve az Andretti csapat pilótájaként. 2022-re kiszorult a résztvevő mezőnyből, viszont a háttérből, autófejlesztéssel és tanácsokkal segítette a Juncos Hollinger Racinget, majd az újonc Callum Ilott felkészülését a 106. Indianapolis 500-ra. 2023-ban a 107. Indianapolis 500-on a Dreyer & Reinbold Racing színeiben kapott lehetőséget, ahol a 11. helyen végzett. 2023. június 8-án a csapattulajdonos, Ed Carpenter bejelentette, hogy Hunter-Reay fogja pótolni a menesztett Conor Daly-t Road Americától kezdve az év befejezéséig az Ed Carpenter Racingnél.

### Sportautózás
2008 januárjában elindult a Daytona-i 24 órás versenyen NASCAR-bajnok Jimmie Johnson-al és Marc Goossens-nel. A #91-es Lowe's Pontiac Riley-val a verseny elején egész jól ment, de később visszaestek és a 22. órában feladni kényszerültek a futamot. A 2010-es évet szintén a Daytona-i 24 órás versennyel kezdte a Level 5 Motorsports színeiben, ahol 3. lett.

## Eredményei

### Teljes Champ Car eredménysorozata
| Év   | Csapat       | 1      | 2      | 3      | 4      | 5      | 6      | 7      | 8      | 9      | 10     | 11     | 12     | 13    | 14     | 15     | 16     | 17     | 18    | 19     | Helyezés | Pont |
| ---- | ------------ | ------ | ------ | ------ | ------ | ------ | ------ | ------ | ------ | ------ | ------ | ------ | ------ | ----- | ------ | ------ | ------ | ------ | ----- | ------ | -------- | ---- |
| 2003 | Johansson    | STP 16 | MTY 12 | LBH 7  | BRH 16 | LAU 11 | MIL 16 | LS 12  | POR 17 | CLE 9  | TOR 11 | VAN 6  | ROA 10 | MDO 3 | MTL 17 | DEN 15 | MIA 12 | MXC 11 | SRF 1 | FON Vi | 14.      | 64   |
| 2004 | Herdez       | LBH 7  | MTY 8  | MIL 1  | POR 12 | CLE 11 | TOR 8  | VAN 8  | ROA 4  | DEN Ki | MTL Ki | LS 5   | LVS 13 | SRF 5 | MXC 19 |        |        |        |       |        | 9.       | 199^ |
| 2005 | Rocketsports | LBH 13 | MTY 7  | MIL Ki | POR 15 | CLE Ki | TOR 6  | EDM Ki | SJO Ki | DEN 6  | MTL 12 | LVS 10 | SRF    | MXC   |        |        |        |        |       |        | 15.      | 110  |

^ A Champ Car 2004-től új pontrendszert használt.

### Teljes IndyCar eredménysorozata
| Év   | Csapat                   | 1      | 2      | 3      | 4       | 5        | 6       | 7       | 8      | 9      | 10     | 11     | 12     | 13     | 14     | 15     | 16     | 17     | 18     | 19     | Helyezés | Pont |
| ---- | ------------------------ | ------ | ------ | ------ | ------- | -------- | ------- | ------- | ------ | ------ | ------ | ------ | ------ | ------ | ------ | ------ | ------ | ------ | ------ | ------ | -------- | ---- |
| 2007 | Rahal Letterman          | HMS    | STP    | MOT    | KAN     | INDY     | MIL     | TXS     | IOW    | RIR    | WGL    | NSH    | MDO 7  | MIS 6  | KTY 15 | SNM 18 | DET 18 | CHI 7  |        |        | 19.      | 119  |
| 2008 | Rahal Letterman          | HMS 7  | STP 17 | MOT1 7 | LBH1 Vi | KAN 18   | INDY 6  | MIL 15  | TXS 20 | IOW 8  | RIR 16 | WGL 1  | NSH 19 | MDO 10 | EDM 8  | KTY 9  | SNM 18 | DET 6  | CHI 9  | SRF² 3 | 8.       | 360  |
| 2009 | Vision Racing            | STP 2  | LBH 11 | KAN 15 | INDY 32 | MIL 12   | TXS 16  |         |        |        |        |        |        |        |        |        |        |        |        |        | 15.      | 298  |
| 2009 | A.J. Foyt Enterprises    |        |        |        |         |          |         | IOW 19  | RIR 15 | WGL 21 | TOR 7  | EDM 17 | KTY 14 | MDO 4  | SNM 19 | CHI 15 | MOT 21 | HMS 13 |        |        | 15.      | 298  |
| 2010 | Andretti Autosport       | SAO 2  | STP 11 | ALA 12 | LBH 1   | KAN 5    | INDY 18 | TXS 7   | IOW 8  | WGL 7  | TOR 3  | EDM 5  | MDO 10 | SNM 8  | CHI 4  | KTY 21 | MOT 9  | HMS 11 |        |        | 7.       | 445  |
| 2011 | Andretti Autosport       | STP 21 | ALA 14 | LBH 23 | SAO 18  | INDY³ Nk | TXS1 19 | TXS2 9  | MIL 26 | IOW 8  | TOR 3  | EDM 7  | MDO 3  | NHA 1  | SNM 10 | BAL 8  | MOT 24 | KTY    | LVS T  |        | 8.       | 317  |
| 2011 | A.J. Foyt Enterprises    |        |        |        |         | INDY³ 23 |         |         |        |        |        |        |        |        |        |        |        |        |        |        | 8.       | 317  |
| 2012 | Andretti Autosport       | STP 3  | ALA 12 | LBH 6  | SAO 2   | INDY 27  | DET 7   | TXS 21  | MIL 1  | IOW 1  | TOR 1  | EDM 7  | MDO 24 | SNM 18 | BAL 1  | FON 4  |        |        |        |        | 1.       | 468  |
| 2013 | Andretti Autosport       | STP 18 | ALA 1  | LBH 24 | SAO 11  | INDY 3   | DET 2   | DET 18  | TXS 2  | MIL 1  | IOW 2  | POC 20 | TOR 18 | TOR 19 | MDO 5  | SNM 6  | BAL 20 | HOU 20 | HOU 21 | FON 9  | 7.       | 469  |
| 2014 | Andretti Autosport       | STP 2  | LBH 20 | ALA 1  | IMS 2   | INDY 1   | DET 16  | DET 19  | TXS 19 | HOU 7  | HOU 6  | POC 18 | IOW 1  | TOR 21 | TOR 14 | MDO 10 | MIL 21 | SNM 2  | FON 16 |        | 6.       | 563  |
| 2015 | Andretti Autosport       | STP 7  | NLA 19 | LBH 13 | ALA 5   | IMS 11   | INDY 15 | DET 13  | DET 8  | TXS 18 | TOR 19 | FON 16 | MIL 13 | IOW 1  | MDO 7  | POC 1  | SNM 2  |        |        |        | 6.       | 436  |
| 2016 | Andretti Autosport       | STP 3  | PHX 10 | LBH 18 | ALA 11  | IMS 9    | INDY 24 | DET 7   | DET 3  | ROA 4  | IOW 22 | TOR 12 | MDO 18 | POC 3  | TXS 13 | WGL 14 | SNM 4  |        |        |        | 12.      | 428  |
| 2017 | Andretti Autosport       | STP 4  | LBH 17 | ALA 11 | PHX 13  | IMS 3    | INDY 27 | DET 13  | DET 17 | TXS 19 | ROA 14 | IOW 3  | TOR 6  | MDO 8  | POC 8  | GTW 15 | WGL 3  | SNM 8  |        |        | 9.       | 421  |
| 2018 | Andretti Autosport       | STP 5  | PHX 5  | LBH 20 | ALA 2   | IMS 18   | INDY 5  | DET 2   | DET 1  | TXS 5  | ROA 2  | IOW 19 | TOR 16 | MDO 7  | POC 18 | GTW 20 | POR 2  | SNM 1  |        |        | 4.       | 566  |
| 2019 | Andretti Autosport       | STP 23 | COA 3  | ALA 8  | LBH 5   | IMS 17   | INDY 8  | DET 5   | DET 4  | TXS 5  | ROA 11 | TOR 16 | IOW 17 | MDO 3  | POC 19 | GTW 8  | POR 18 | LAG 10 |        |        | 8.       | 420  |
| 2020 | Andretti Autosport       | TXS 8  | IMS 13 | ROA 4  | ROA 22  | IOW 16   | IOW 22  | INDY 10 | GTW 7  | GTW 11 | MDO 5  | MDO 3  | IMS 19 | IMS 16 | STP 5  |        |        |        |        |        | 10.      | 315  |
| 2021 | Andretti Autosport       | ALA 24 | STP 14 | TXS 16 | TXS 10  | IMS 12   | INDY 22 | DET 21  | DET 11 | ROA 13 | MDO 24 | NSH 4  | IMS 18 | GTW 7  | POR 15 | LAG 11 | LBH 23 |        |        |        | 17.      | 256  |
| 2023 | Dreyer & Reinbold Racing | STP    | TXS    | LBH    | ALA     | IMS      | INDY 11 | DET     |        |        |        |        |        |        |        |        |        |        |        |        | 26.      | 131  |
| 2023 | Ed Carpenter Racing      |        |        |        |         |          |         |         | ROA 17 | MDO 19 | TOR 26 | IOW 23 | IOW 24 | NSH 16 | IMS 20 | GTW 14 | POR 21 | LAG 10 |        |        | 26.      | 131  |

* A szezon jelenleg is zajlik.
1 A Long Beach-i és a Japán versenyt ugyanazon a napon rendezték a Champ Car és az IRL pilótáknak és mindkét verseny bele számít a bajnokságba.
2 A verseny nem számít bele a bajnokságba.
3 Nem tudta kvalifikálni magát az Indy 500-ra ezért Bruno Junqueira autójával versenyzett a futamon.

#### Indianapolis 500
| Év   | Kasztni | Motor     | Rajthely | Eredmény | Csapat                   |
| ---- | ------- | --------- | -------- | -------- | ------------------------ |
| 2008 | Dallara | Honda     | 20       | 6        | Rahal Letterman          |
| 2009 | Dallara | Honda     | 32       | 32       | Vision Racing            |
| 2010 | Dallara | Honda     | 17       | 18       | Andretti Autosport       |
| 2011 | Dallara | Honda     | Nk       | Nk       | Andretti Autosport       |
| 2011 | Dallara | Honda     | 33       | 23       | A.J. Foyt Enterprises    |
| 2012 | Dallara | Chevrolet | 3        | 27       | Andretti Autosport       |
| 2013 | Dallara | Chevrolet | 7        | 3        | Andretti Autosport       |
| 2014 | Dallara | Honda     | 19       | 1        | Andretti Autosport       |
| 2015 | Dallara | Honda     | 16       | 15       | Andretti Autosport       |
| 2016 | Dallara | Honda     | 3        | 24       | Andretti Autosport       |
| 2017 | Dallara | Honda     | 10       | 27       | Andretti Autosport       |
| 2018 | Dallara | Honda     | 14       | 5        | Andretti Autosport       |
| 2019 | Dallara | Honda     | 22       | 8        | Andretti Autosport       |
| 2020 | Dallara | Honda     | 5        | 10       | Andretti Autosport       |
| 2021 | Dallara | Honda     | 7        | 22       | Andretti Autosport       |
| 2023 | Dallara | Chevrolet | 18       | 11       | Dreyer & Reinbold Racing |

### Teljes Superstar Racing Experience eredménylistája
| Év   | #  | 1     | 2     | 3      | 4      | 5      | 6     | Helyezés | Pont |
| ---- | -- | ----- | ----- | ------ | ------ | ------ | ----- | -------- | ---- |
| 2022 | 28 | FIF 8 | SBO 9 | STA 71 | NSV 10 | I55 13 | SHA 4 | 7.       | 118  |